# Embarassada doji baixista
Una Embarassada doji baixista (en anglès: Bearish Harami doji; del japonès: Harami, lit. embarassada) és, en patrons d'espelmes japoneses, una variant més baixista que el patró embarassada baixista. En aquest cas el segon dia de negociació es forma un doji, i si el patró es confirma és un potent senyal de canvi de tendència mentre que la forma regular no té unes implicacions tan severes.

## Criteri de reconeixement
1. La tendència prèvia és alcista
2. Es forma una 1a espelma blanca amb tancament proper al high.
3. L'endemà s'obre baixista, els preus oscil·len, i finalment es tanca igual (o pràcticament) a l'obertura, formant un doji.
4. Les ombres inferiors i superiors del doji no tenen per què estar embolcallades per l'espelma blanca anterior, tot i que és preferible que sigui així.

## Explicació
El patró de l'embarassada doji baixista és una evidència de disparitat en la salut de la tendència. Si fins aleshores havia estat alcista, i l'espelma blanca confirmava la direcció, l'aparició del doji mostra que la fortalesa dels bulls s'ha reduït. D'entrada s'ha obert a la baixa, després s'ha oscil·lat amunt i avall, i finalment s'ha tancat igual (o molt a prop) de l'obertura, evidenciant que ha estat impossible pels bulls recuperar la tendència alcista.

## Factors importants
La primera espelma fins i tot podria ser negra, però el factor important és que la segona sigui un doji. El patró de l'embarassada doji baixista és un potent signe de canvi de tendència si es confirma al tercer dia, mentre que el patró regular d'embarassada baixista no té unes connotacions tan severes. La confirmació al tercer dia pot presentar-se en trencament de suport, una llarga espelma negra amb tancament inferior al dia anterior, o amb un gap baixista.